# Zeltbahn

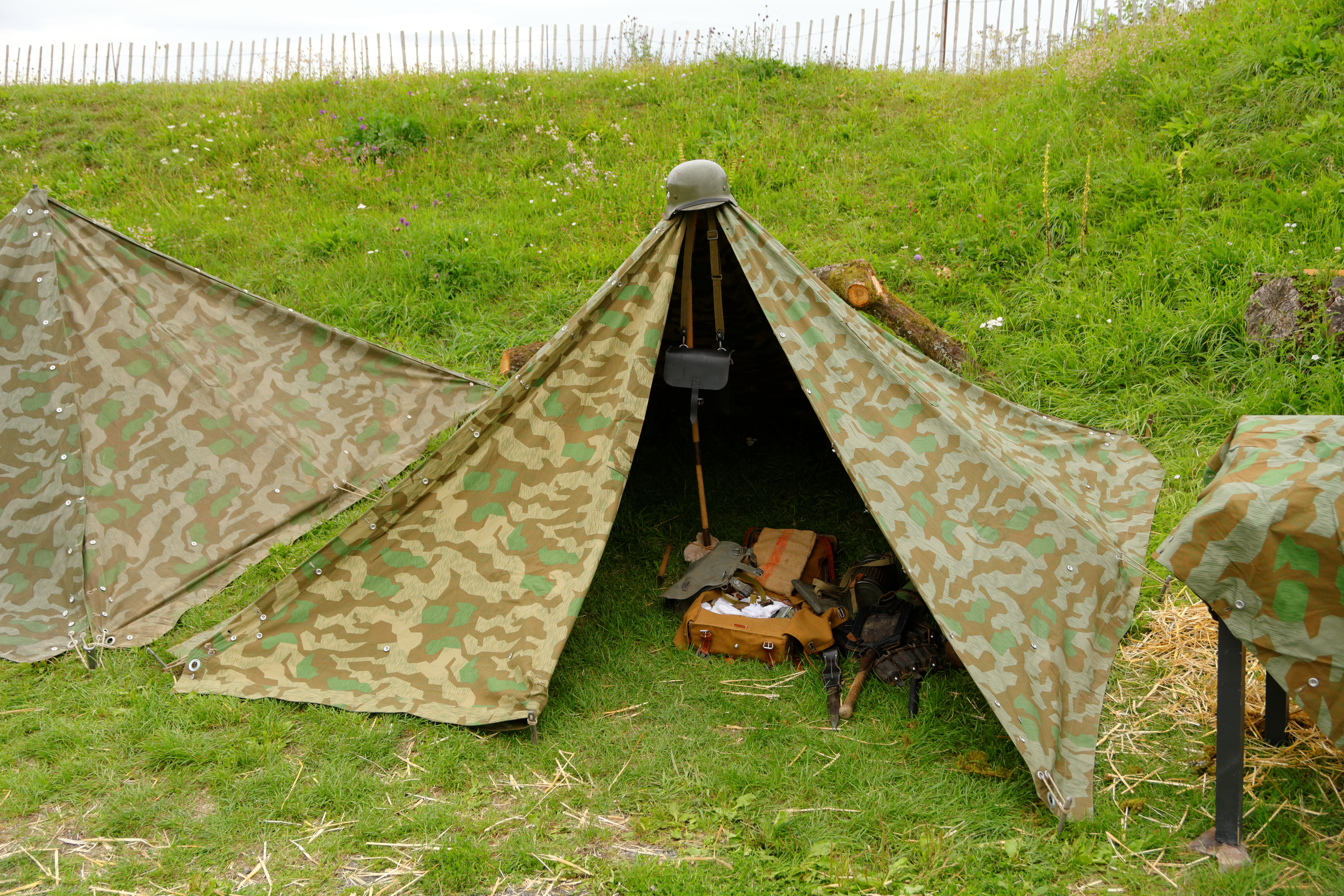
Namiot wykonany z kilku połączonych ze sobą Zeltbahn

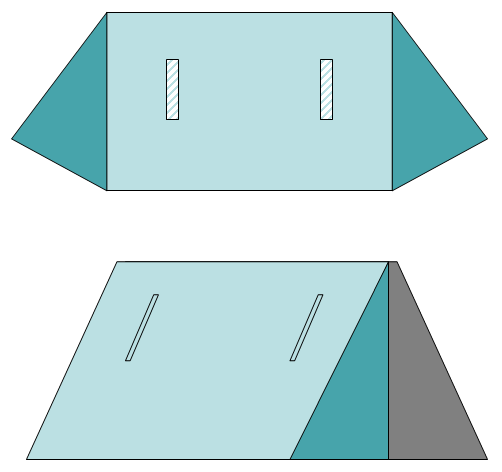
U góry Zeltbahn Bundeswehry (3,20 x 1,30 m); Na dole: namiot w kształcie piramidy z dwóch płacht Zeltbahn (zakreskowano nacięcia na ręce do zastosowania jako poncho)

Zeltbahn (pot. zelta, wym. celta) – niemiecka płachta namiotowa, używana przez siły zbrojne Republiki Weimarskiej oraz III Rzeszy.
Zeltbahn, podobnie jak pałatka, może pełnić rolę peleryny dla jednego żołnierza, tymczasowego „daszku”, zaś połączenie co najmniej czterech Zeltbahnów i usztywnienie ich za pomocą gałęzi drzewa, daje w rezultacie rodzaj namiotu, w którym mogło spać 4 żołnierzy. Zeltbany posiadały na rogach metalowe oczka, na bokach kilka tasiemek i posiadały w komplecie bakelitowe łączniki z taśmami umożliwiające ich szybkie zestawianie w namioty.
Zelthahn został zaprojektowany przez prof. Wilhelma Kraasa z Berlina w roku 1926. Pierwotnie wykonywany był z nieimpregnowanej tkaniny bawełnianej w kolorze „feldgrau” lub zielonym. W 1929 r. zaczęto produkować jego wersję ze wzorem maskującym. „Geometryczny” wzór maskujący, którym zadrukowywano Zeltbahn, oparty był na wspólnym projekcie Kraasa oraz Jochana Gantza, stworzonym w oparciu o wywodzący się z kubizmu układ krzywych umieszczonych na tle w postaci cienkich, pionowych kresek, początkowo w kolorze jasnobrązowym, później zielonym.
Zeltbahn, wyprodukowany w milionach egzemplarzy, stanowił nieodłączną część ekwipunku armii niemieckiej podczas II wojny światowej. Od 1944 r., ze względów oszczędnościowych, szyto go z tkanin zastępczych (Beu-Leinnen). Od 1944 roku problemy z produkcją spowodowały, że Zeltbahn była dostępna jedynie dla wyselekcjonowanych jednostek. Po wojnie przez krótki czas stosowała go armia Czechosłowacji.

## Zeltbahn M31

### Charakterystyka
Trójkątny kształt, była nieprzemakalna i mogła służyć jako:
- schronienie (np. namiot),
- strój polowy (maskowanie się),
- jako nosze dla rannych,
- złączenie 2 sztuk i wypełnienie ich suchym drewnem umożliwiało przeprawę przez wodę.

Kolorystyka była bardzo szeroka, znane są dwustronnie barwione z numerem „rodzaju barwy”, są też jednostronne z białym podkładem jako zimowym.

### Budowa
- Oba boki miały ok. 203 cm długości; podstawa ok. 250 cm.
- Na krótszych bokach znajdowało się po 12 sztuk guzików i dziurek.
- Na podstawie było 6 sztuk stalowych oczek (o otworach przelotowych), przechodziła przez nie linka naciągowa, a powyżej dziurki na 6 guzików.
- Czarna 2-metrowa linka.
- 4-częściowy maszt drewniany (stelaż).
- Dwa śledzie z otworem na sznurek ułatwiający wyciąganie z ziemi.
- Worek w którym noszono Zeltbahn wraz z „ekwipunkiem namiotu”.

#### Śledzie
Były produkowane z lekkich stopów aluminium, stali, drewna impregnowanego, bakelitu.
Aluminium było stosowane od wczesnego 1937 r. do 1939 r., znajduje się też w egzemplarzach z 1940 r. Późniejsze problemy z surowcami spowodowały potrzebę stosowania tańszych materiałów – m.in. produkcja śledzi z drewna; dlatego im młodsza Zeltbahn, tym gorsza tkanina – dochodziło nawet do tego, że nie były nieprzemakalne. Często znajdowane są druty spełniające rolę śledzi.

#### Worek
Podobny do wersji szwajcarskiej jedynie kształtem, worek wykonany z gabardyny lub cienkiego brezentu w kolorze szarym, feldgrau, oliwkowozielonym, żółtozielonkawym (wersja tropikalna), brązowa lub beżowa.
Zamykany na 1 lub 2 guziki, wczesne wersje miały skórzane paski do mocowania na innych elementach ekwipunku.

#### Zeltbahn
Guziki i dziurki na krótszych bokach służyły do przypinania dodatkowych płacht (czyli kolejnych „celt”), dzięki czemu można było zbudować namiot – zamknięty lub otwarty wedle potrzeb.
Na środku miała otwór na głowę, zamykany przez dwie klapki nachodzące na siebie.
Początkowo istniał też przypinany kaptur, ale potem zaniechano produkcji.
Narożniki (było ich 3) miały metalowe oczko na słupki (stelaż) lub linę, zależnie od potrzeb.
1 lub 2 sztuki Zeltbahn mogły służyć jako schronienie poprzez zrobienie z nich „ściany” osłaniającej przed wiatrem, 4 sztuki wystarczały na zrobienie namiotu w kształcie piramidy dla 4 osób. Były też projekty namiotów dla 8 osób i 16.